# Basil Gould

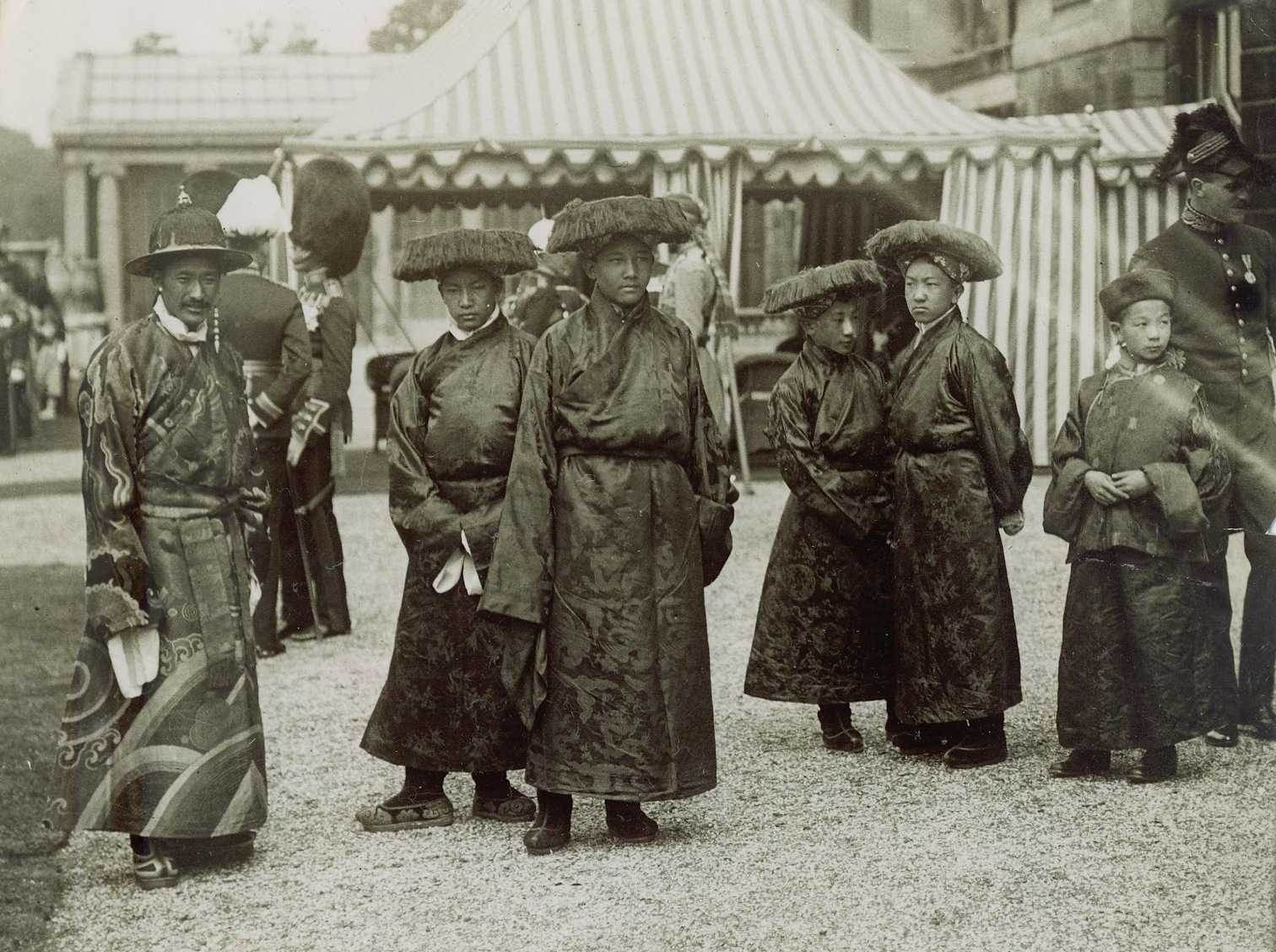
Lungshar, Möndro, Ringang, Kyibu II et Gongkar au palais de Buckingham le 28 juin 1913 après avoir été reçus en audience par le roi George V. Basil Gould est à droite.

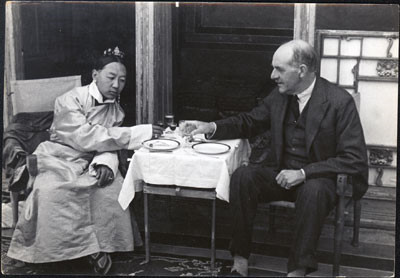
Basil Gould et le Premier ministre tibétain, Lonchen Langdun, assis dans la résidence de l'agent politique britannique appelée Dekyi Lingka.

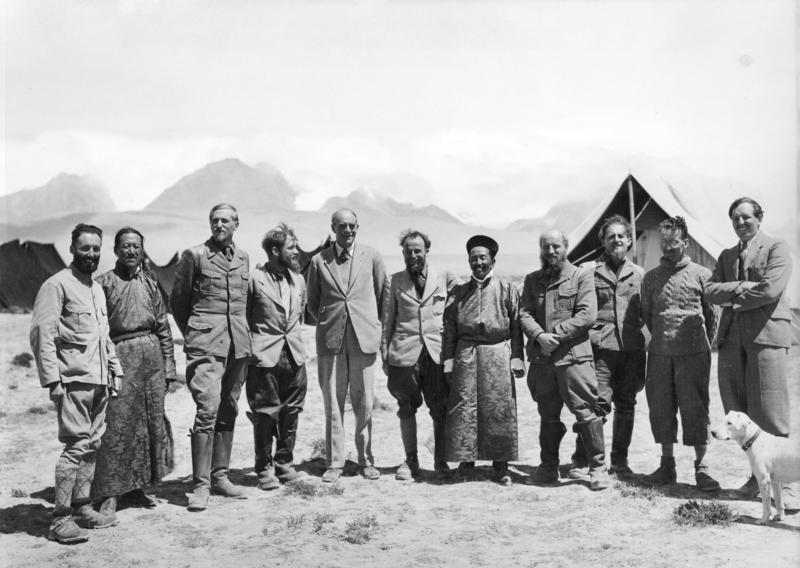
Basil Gould (cinquième à partir de la gauche) posant en compagnie d'autres personnalités avec des membres de l'expédition allemande au Tibet de 1938 à Gangtok.

Basil John Gould (29 décembre 1883  - 27 décembre 1956) était un officier politique britannique au Sikkim, au Bhoutan et au Tibet de 1935 à 1945.

## Biographie
Connu sous le nom de « BJ », Gould est né à Worcester Park, dans le Surrey, de Charles et Mary Ellen Gould.
Il fait ses études au Winchester College et à l'Université d'Oxford. Il rejoint la fonction publique indienne en 1907.
Gould est agent commercial britannique à Gyantsé, au Tibet, de 1912 à 1913 ,.
En 1912, le 13e dalaï-lama souhaite que certains « fils énergiques et intelligents de familles respectables» reçoivent une éducation de classe mondiale à l'Oxford College de Londres. Le gouvernement indien ordonne à Gould, qui était sur le point de partir en congé en Angleterre, de guider les quatre jeunes garçons (connus sous le nom de « the four Rugby boys ») dans leur voyage au Royaume-Uni et les aider pendant leurs premières semaines en Angleterre en avril 1913.
Gould épouse Lorraine Macdonald Kebbell (1898–1935) à son retour en Angleterre en congé de l'Inde le 14 septembre 1921. Ils auront deux fils.
En 1926, Gould est affecté à la légation britannique à Kaboul, en Afghanistan. Il est ensuite affecté au Kurrum, au Malakand et au Waziristan et finalement en 1933 au Baloutchistan. Son épouse, Lorraine, décède au Baloutchistan en 1935.
En août 1936, Basil Gould, accompagné de Freddie Spencer Chapman (en tant que secrétaire) et du diplomate Hugh Richardson, conduit une délégation à Lhassa pour négocier avec le gouvernement tibétain la possibilité du retour du 9e panchen-lama au Tibet, discuter de la fourniture d'une aide militaire britannique et de l'ouverture d'un mission britannique  à Lhassa. Gould quitte finalement Lhassa, laissant derrière lui son représentant, Hugh Richardson, qui avait déjà été en poste à Gyantsé. Celui-ci est pourvu d'une radio sans fil afin de pouvoir maintenir le contact avec les Britanniques (il s'agissait aussi de contrer la mission chinoise de « condoléance » dirigée par Huang Musong, arrivée à Lhassa en 1934 après le décès du 13e dalaï-lama, et qui avait laissé derrière elle deux agents de liaison munis d'un émetteur-récepteur radio).
Gould épouse en deuxièmes noces Cecily, la fille du colonel C.H. Brent-Good, originaire de Yarmouth sur l'île de Wight. Elle lui donnera un fils.
En 1936-1941, Gould tourne au Tibet quelques films amateurs, lesquels sont conservés par le British Film Institute.
En 1940, il assiste aux cérémonies d'installation du 14e dalaï-lama à Lhassa. Il offre un ensemble Meccano au jeune Tenzin Gyatso.
En 1941, il est fait chevalier par le roi George VI.
Basil Gould a conduit une délégation britannique à Lhassa en août 1944 et a rencontré des responsables du Kashag en septembre pour discuter de la question de l'autonomie tibétaine. Le régent a exprimé le désir d'autonomie du Tibet et a exigé le plein soutien du Royaume-Uni. Gould, après avoir demandé des instructions au ministère britannique des Affaires étrangères, a répondu que le Royaume-Uni voulait l'autonomie du Tibet, qui se limitait à un soutien diplomatique et ne pouvait garantir un soutien militaire.
En 1945, la mission britannique dirigée par Gould apporte son aide à l'ouverture d'une école anglaise à Lhassa, mais celle-ci est rapidement fermée sous la pression des autorités religieuses tibétaines.
Gould meurt à Yarmouth en 1956, deux jours avant son 73e anniversaire.

## Publications
- (en) Basil John Gould, The Jewel in the lotus: Recollections of an Indian Political, Chatto & Windus, 1957.
- (en) Basil Gould, Tibetan language records, Tharchin, 1949.
- (en) Sir Basil Gould, C.M.G., C.I.E., et Hugh Edward Richardson, Tibetan Word Book, Oxford University Press, 1943.
- (en) B. J. Gould, Report on the Discovery, Recognition and Installation of the Fourteenth Dalai Lama, New Delhi, 1941.
- (en) B. J. Gould, The Discovery of the Fourteenth Dalai Lama, The Geographical Magazine, volume 19, ctobre 1946, p. 246–258.